# Unterhambach

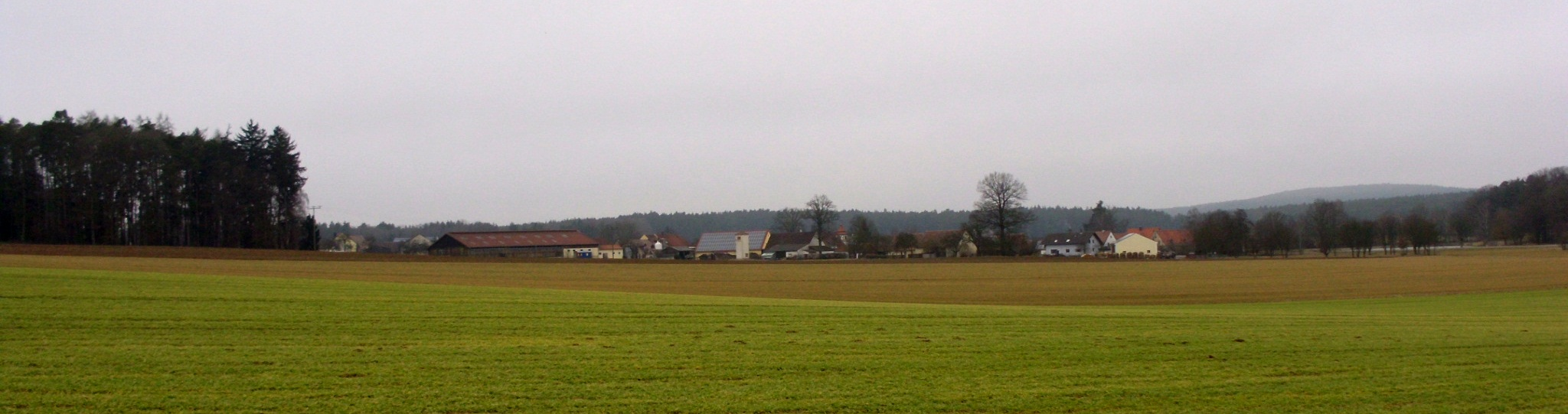
Unterhambach

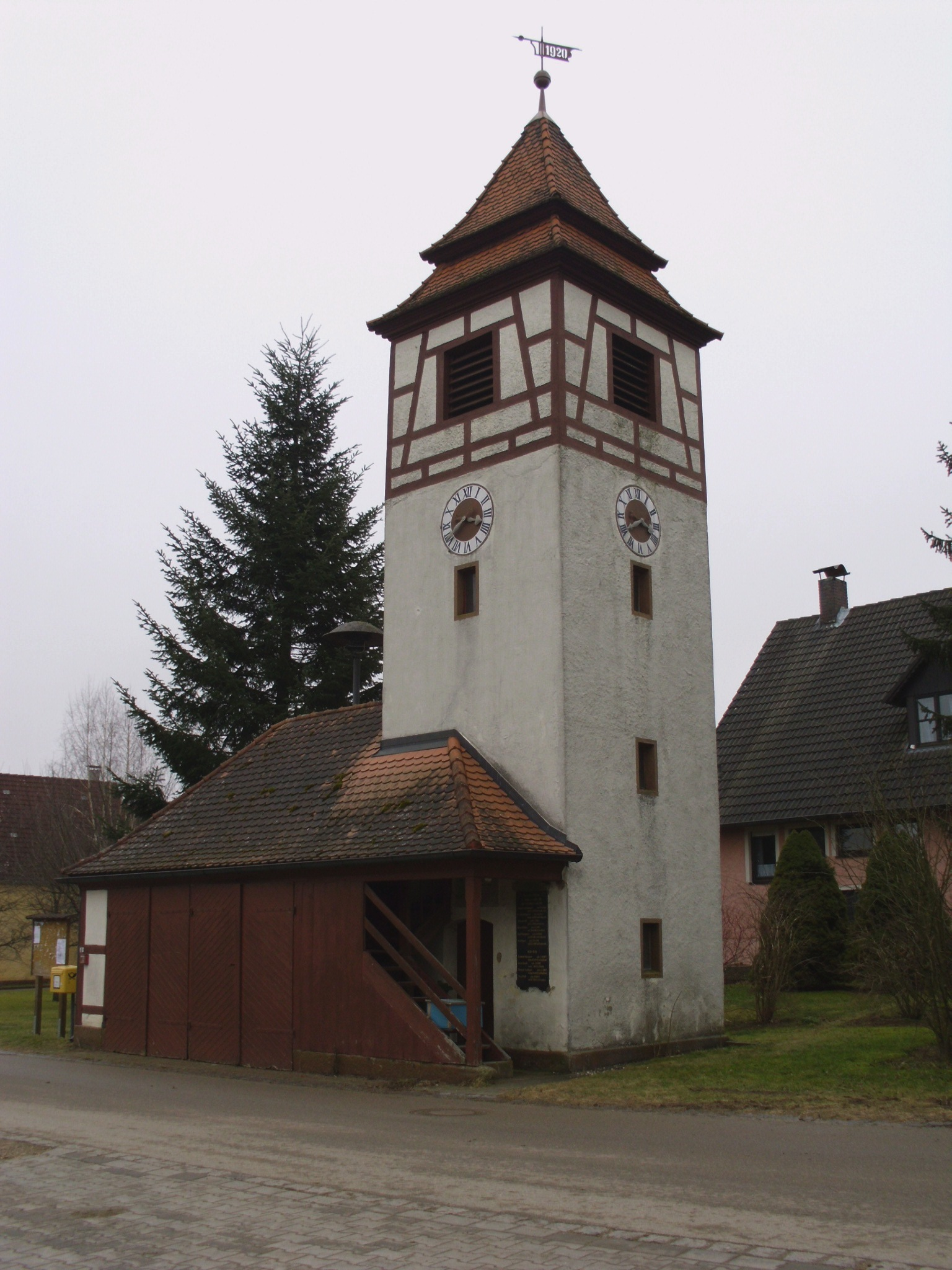
Unterhambach, Glockenturm

Unterhambach ist ein Gemeindeteil der Stadt Gunzenhausen im Landkreis Weißenburg-Gunzenhausen (Mittelfranken, Bayern). Unterhambach liegt in der Gemarkung Wald.

## Lage
Das Dorf liegt am Unterlauf des Hambaches westlich des südlichen Altmühlsees und westlich der Kreisstraße WUG 24. Im Ort mündet der Zochagraben in den Hambach.

## Ortsname
Der Ortsname, der in seiner älteren Form auf „Untern Habenbach“ lautet, lässt sich als Siedlung eines Habo am Bach deuten; das Wort „Unter-“ (ursprünglich „Nieder“-) bezieht sich auf den Unterlauf des dem Wurmbach zustrebenden Baches. Eine andere Deutung spricht von einer Siedlung am Habernbach, am Bach, wo wilder Hafer wächst.

## Geschichte
Ein Salbuch des Stiftes Herrieden von 1288 führt zwei Lehen in „Habenbach“ an. Als „Niederhabenbach“ erscheint der Ort erstmals 1360 in einer Urkunde, in der unter anderem zwei Pfund Haller Ewiggeld aus 2 Tagewerk Wiesen zu „Nidernhabenbach“ bei den Höfen des Hausen aus dem Erbe der Matthäus, Dechant des Stiftes Herrieden, an das Kloster Heilsbronn kamen. 1387 gehen folglich die Abgaben von 2 Lehen zu (Nieder-)„Habenbach“ an das Kloster Herrieden. 1412 ist ein Verkauf von 3 Höfen, 2 Hofstätten und 1 Mühle zu „Nideren Habenbach“ beurkundet; Verkäufer ist Heinrich von Wiesenthau, eichstättischer Vogt zu Wernfels, Käufer der Gunzenhäuser Bürger Hans Walder. Aus diesem Besitz schenkt Peter Walder 1481 dem Gunzenhäuser Spital 1 Wiese und verkauft zehn Jahre später seinen restlichen Habenbacher Besitz an die Ansbacher Markgrafen. In der 2. Hälfte des 15. Jahrhunderts wird „Nidrenhabenbach“ als zur Pfarrei Lellenfeld gehörend bezeichnet.
1514 leistet 1 Gut zu „Vnder Habenpach“ Abgaben an die Ritter von Eyb auf Gut Sommersdorf. Um 1525 gehen Abgaben von etlichen Reutwiesen zu „Vnternhabenbach“ an das markgräfliche Amt Wald. Laut Gunzenhäuser Salbuch von 1532 zinsen an das markgräfliche Kastenamt Gunzenhausen 5 Güter, 1 Hof, 1 Hofstätte und 1 Mühle; alle hohen und niederen Gerichtsbarkeiten des Dorfes waren brandenburgisch-ansbachisch. Weitere Grundherren von je 1 Untertan waren nach derselben Quelle das Kapitel Herrieden, Jörg (Ludwig) von Eyb, Christoph von Lentersheim und Kraft von Lentersheim. 1 Feldlehen gehört zum Schloss Wald und wird mit diesem im 17. Jahrhundert von den Markgrafen mehrmals verliehen. 1687 besteht „Vnderhabenbach“ aus 2 Gütern, die dem Deutschen Orden in Eschenbach gehören, 1 Gütlein, das dem Kapitel Herrieden gehört, sowie 3 Höfen und 13 Gütern der Markgrafen. 1732 werden die grundherrlichen Besitzverhältnisse wie folgt angegeben: 1 Mühle und 10 Untertanen sind dem Kastenamt Gunzenhausen, 1 Untertan dem Vogtamt Bechhofen, 1 Untertan dem Amt Merkendorf, 2 Untertanen dem Verwalteramt Heidenheim, 1 Untertan dem Kapitel Herrieden und nur noch 1 Untertan dem Deutschen Orden Eschenbach (für das Spital St. Elisabeth des Ordens in Nürnberg) zinspflichtig; außerdem gibt es 1 gemeindliches, also gültenfreies Hirtenhaus. Die Untertanen sind nunmehr nach Stetten gepfarrt; die dortige Pfarrei, seit 1545 protestantisch, erhält den kleinen Zehent, während der große nach Ornbau geht. Die Gemeindeherrschaft und die hohe Gerichtsbarkeit liegen beim markgräflichen Oberamt Gunzenhausen.
1792 wurde das Dorf mit dem Fürstentum Brandenburg-Ansbach preußisch, wodurch sich aber an den grundherrlichen Verhältnissen nichts änderte – bis auf eine Ausnahme: Preußen enteignete das Deutschordensgut. 1802 wird berichtet, dass das Dorf von 19 Untertanen des ehemaligen Oberamtes gebildet wird.
Infolge der Säkularisation des Eichstätter Hochstifts wurden die eichstättischen Güter Unterhambachs im November 1802 zwar bayerisch, aber Bayern tauschte diese mit Preußen. Vier Jahre später, am 1. Januar 1806, wurde der Ort endgültig bayerisch. Er war ab 1808 Teil der Steuergemeinde Wald im Steuerdistrikt Wald im Landgericht und Rentamtsbezirk Gunzenhausen. 1811 wurde Unterhambach mit seiner Mühle zur Ruralgemeinde Stetten geschlagen, kam aber bei der nächsten Gemeindereform 1818 wieder an Wald zurück, wohin die Unterhambacher Protestanten schon vier Jahre zuvor eingepfarrt worden waren. Die Ruralgemeinde aus Wald, Mooskorb, Schweina Steinabühl und Unterhambach lag nunmehr im neuen Bezirksamt Gunzenhausen (gebildet aus den Landgerichten Gunzenhausen und Heidenheim) des ebenfalls neuen Rezatkreises.
1824 bestand das Dorf aus 20 Anwesen mit 107 Einwohnern (die Katholiken waren nach Lellenfeld gepfarrt). Daran änderte sich auch im 20. Jahrhundert nur wenig: 1950 zählte man in 19 Anwesen 124 Personen.
Im Landgericht bzw. ab 1939 Landkreis Gunzenhausen gelegen, wurde die Gemeinde Wald im Zuge der Gebietsreform in Bayern am 1. April 1971 nach Gunzenhausen eingemeindet und kam damit am 1. Juli 1972 in den neuen Landkreis Weißenburg-Gunzenhausen, zunächst mit dem Namen Landkreis Weißenburg in Bayern.

## Sehenswürdigkeiten
Der im Ort stehende vierstöckige Glockenturm mit Anbau und mit Uhr wurde 1920 errichtet und 1995 renoviert. An ihm ist eine Gedächtnistafel für die Gefallenen der beiden Weltkriege aus dem Ort angebracht.

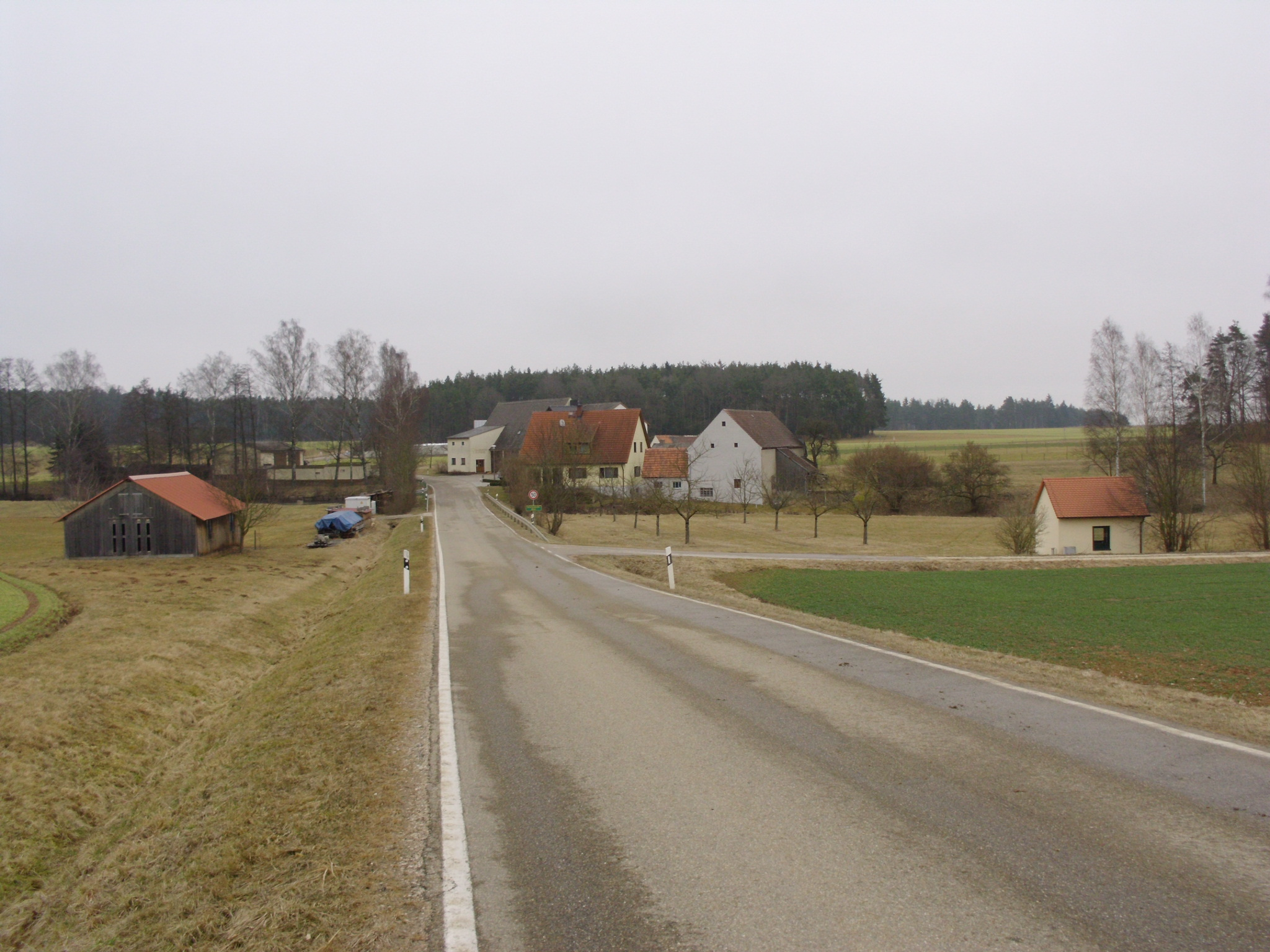
Unterhambacher Mühle

## Unterhambacher Mühle
Südöstlich von Unterhambach liegt am unteren Lauf des Hambachs und an der Kreisstraße WUG 24 die 1412 erstmals genannte „mül zu Nideren Habenbach“, als sie Heinrich von Wiesenthau an den Gunzenhäuser Bürger Hans Walder verkaufte. 1491 ging sie in markgräflichen Besitz über und kam damit an das Kastenamt Gunzenhausen. Um 1833 bildete die Einödmühle ein einziges Anwesen. 1846 bestand sie aus 2 Häusern, 2 protestantischen Familien und 11 Einwohnern, 1856 aus 2 Häusern, 2 Familien und 9 Einwohnern. Heute ist sie keine Mühle mehr, sondern nur noch ein landwirtschaftliches Anwesen mit einem Handwerksbetrieb.

## Sonstiges
- Unterhambach liegt nur wenig nördlich des obergermanisch-raetischen Limes. Der Wachtturm 13/45 ist in seinen Grundmauern archäologisch nachgewiesen.[24] Durch den Ort führt ein von Gunzenhausen kommender und nach Lellenfeld weiterführender Limes-Radweg.[25] Unterhambach liegt ebenfalls am Limesweg des Fränkischen Albvereins, einem Teilabschnitt des Deutschen Limes-Wanderwegs.
- Am westlichen Ortsausgang (Richtung Lellenfeld) beginnt ein ca. 3 km langer als Rundwanderweg angelegter Landwirtschaftlicher Lehrpfad.[26]
- Westlich der Verbindungsstraße Unterhambach – Oberhambach steht ein Sühnekreuz.[27]